# Le Triomphe de Buffalo Bill
Pour plus de détails, voir Fiche technique et Distribution.
Le Triomphe de Buffalo Bill (titre original : Pony Express) est un film américain réalisé par Jerry Hopper et sorti en 1953.

## Synopsis
En 1860, Buffalo Bill Cody veut créer une liaison plus rapide pour transporter le courrier de la Californie vers l'Est. Il est aidé par Denny, Russell et Hickok. Mais ce projet contrarie ceux de Cooper qui voudrait que la Californie sorte de l'Union. Il compte sur l'appui de Rance Hastings et de sa soeur Evelyn...

## Fiche technique
- Titre original : Pony Express
- Réalisation : Jerry Hopper
- Scénario : Charles Marquis Warren d'après une histoire de Frank Gruber
- Directeur de la photographie : Ray Rennahan
- Décors : Sam Comer et Bertram C.Granger
- Direction Artistique : Albert Nozaki et Hal Pereira
- Costumes : Edith Head
- Maquillages : Wally Westmore
- Montage : Eda Warren
- Musique : Paul Sawtell
- Production : Nat Holt
- Genre : Western
- Pays :  États-Unis
- Durée : 101 minutes
- Dates de sortie :
  - États-Unis : 5 juin 1953
  - France : 18 mars 1955
- Affiche : Boris Grinsson (France)

## Distribution
- Charlton Heston (VF : Raymond Loyer) : Capitaine William Frank « Buffalo Bill » Cody
- Rhonda Fleming (VF : Jacqueline Ferrière) : Evelyn Hastings
- Jan Sterling (VF : Sylvie Deniau) : Denny Russell
- Forrest Tucker (VF : Robert Dalban) : Wild Bill Hickok
- Michael Moore (VF : Yves Furet) : Rance Hastings
- Porter Hall (VF : Camille Guérini) : Jim Bridger
- Richard Shannon (VF : Raymond Destac) : Red Barrett
- Henry Brandon (VF : Ulric Guttinger) : Joe Cooper
- Stuart Randall (VF : Richard Francœur) : Pemberton
- Lewis Martin (VF : Jacques Berlioz) : Sergent Russell